# Пророченко Тетяна Василівна
Тетяна Василівна Буракова (до шлюбу Пророченко; 15 березня 1952, Осипенко — 11 березня 2020) — українська радянська легкоатлетка, олімпійська чемпіонка.
Спеціалізувалась здебільшого в бігу на 400 метрів. Тренувалась в добровільному спортивному товаристві «Колос» в Запоріжжі.

## Життєпис
Народилась 15 березня 1952 року в місті Осипенко.
У 1987 році закінчила Київський державний інститут фізичної культури. Учениця тренерки Тамари Видоменко.

Могила Тетяни Пророченко (Буракової), Байкове кладовище

З 1993 року працювала в Державному комітеті України з фізичної культури і спорту. Померла від онкологічного захворювання на 68-му році життя 11 березня 2020 року. Була кремована, прах похований у колумбарії Байкового кладовища (50°25′0.36″ пн. ш. 30°30′16.84″ сх. д. / 50.4167667° пн. ш. 30.5046778° сх. д.).
Дружина легкоатлета Віктора Буракова (1955—2025).

## Спортивна кар'єра

### Виступи на Олімпіадах
Свою першу олімпійську нагороду, бронзову, Тетяна Пророченко здобула на монреальській Олімпіаді в складі команди Радянського Союзу в естафеті 4 х 100 метрів. Її подругами були Людмила Жаркова-Маслакова, Віра Анісімова та Наталія Бочина.
На московській олімпіаді вона виступала в складі естафетної команди на дистанції 4 х 400 метрів, і виграла золоту медаль разом з Тетяною Гойщик, Ніною Зюськовою та Іриною Назаровою.

### Виступи на чемпіонатах СРСР
За кар'єру Тетяна Пророченко десять разів отримувала медалі чемпіонатів СРСР, зокрема шість разів ставала чемпіонкою СРСР.
| Рік  | Медаль | Дисципліна   | Результат | Місто   | Примітки |
| ---- | ------ | ------------ | --------- | ------- | -------- |
| 1976 | 1      | 200 метрів   | 22,98     | Київ    |          |
| 1977 | 3      | 100 метрів   | 11,67     | Москва  |          |
| 1977 | 2      | 200 метрів   | 23,20     |         |          |
| 1978 | 2      | 400 метрів   | 51,13     | Тбілісі |          |
| 1978 | 2      | 4×400 метрів | 3.30,1h   |         |          |
| 1979 | 1      | 4×200 метрів | 1.30,8    | Москва  |          |
| 1979 | 1      | 4×400 метрів | 3.26,1h   |         |          |
| 1980 | 1      | 400 метрів   | 51,70     | Москва  |          |
| 1980 | 1      | 4×200 метрів | 1.32,7h   |         |          |
| 1980 | 3      | 4×400 метрів | 3.34,2h   |         |          |

## Рекорди
29 липня 1979 Тетяна Пророченко, разом із Раїсою Маховою, Ніною Зюськовою та Марією Кульчуновою стала у складі команди УРСР співавторкою світового рекорду з естафетного бігу 4×200 метрів. Рекордний результат (1.30,74 або 1.30,8 за ручним хронометражем) був показаний у фінальному забігу в межах легкоатлетичних змагань Спартакіади народів СРСР, які мали статус союзного чемпіонату.
Тетяна Пророченко тричі ставала співавторкою рекорду СРСР в естафеті 4×400 метрів:
- 2-3 вересня 1978 на чемпіонаті Європи з легкої атлетики в Празі у складі естафетного квартету СРСР (разом з Надією Муштою, Тетяною Провідохіною та Марією Кульчуновою) був двічі (у забігу та фіналі) покращений рекорд СРСР (3.24,20 та 3.22,53).
- 1 серпня 1980 на Олімпійських іграх у Москві у складі естафетного квартету СРСР (разом з Тетяною Гойщик, Ніною Зюськовою та Іриною Назаровою) був встановлений новий рекорд СРСР (3.20,2)[4].